# Красный Яр (Кижингинский район)
Кра́сный Яр — село в Кижингинском районе Бурятии. Входит в сельское поселение «Кижингинский сомон».

## География
Расположено на левом берегу реки Худан, в 10 км к северу от районного центра, села Кижинга, в 3 км восточнее автодороги республиканского значения 03К-010 Кижинга — Хоринск.

## Население
| 2002 | 2010 |
| ---- | ---- |
| 91   | ↘54  |